# Chiesa di San Giovanni Battista (Tramonti, Campinola)
La Chiesa di San Giovanni Battista è una chiesa di Tramonti, sorge nella frazione di Campinola.

## Storia

### Fondazione
L'anno di fondazione della chiesa è sconosciuto, una lapide del 1596 accerta che essa era di patronato della famiglia Vicidomini.

### Riconsacrazione del 1785
Il 27 agosto 1785, come riportato da una lapide posta all'interno della chiesa, l'edificio venne riconsacrato da Mons. Antonio Puoti a seguito di alcuni lavori di restauro.

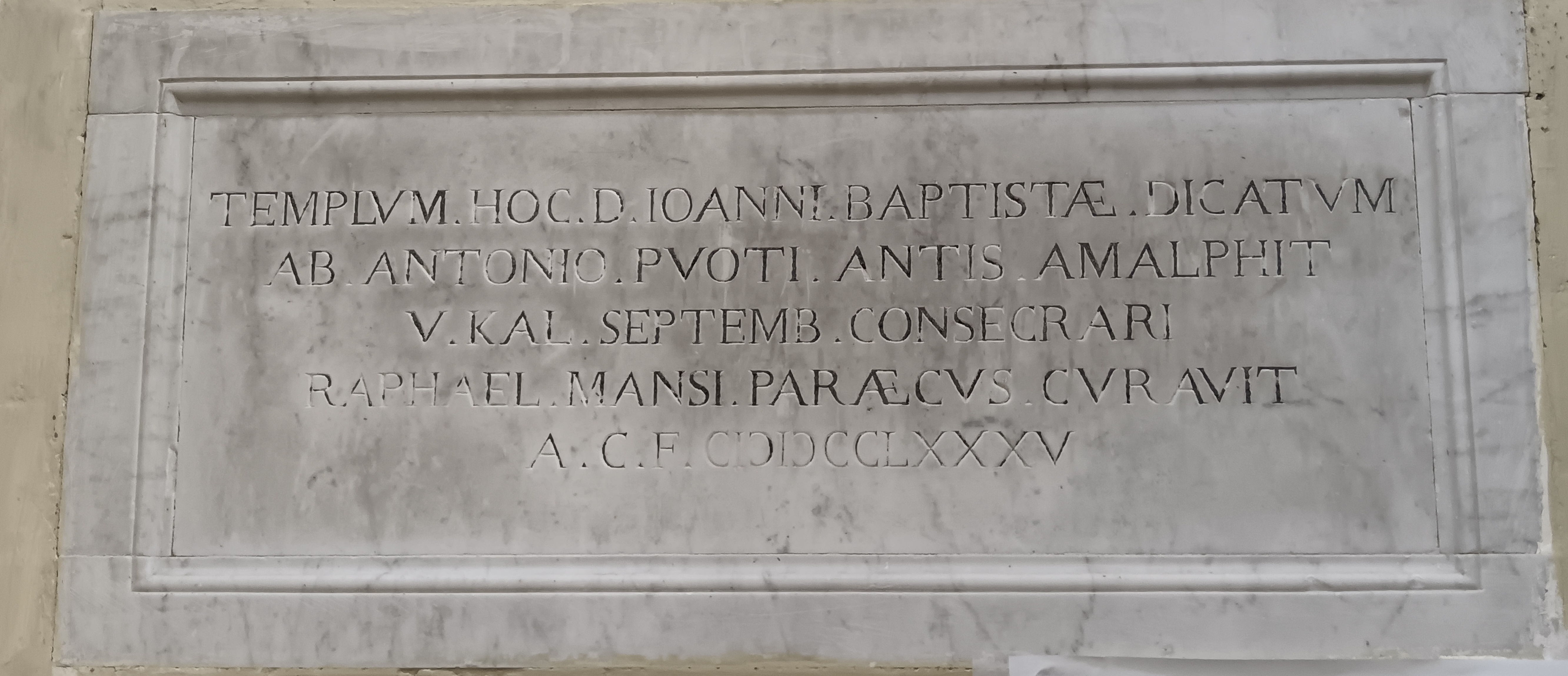
La lapide posta sulla controfacciata in memoria della consacrazione del 1785.

## Descrizione
La chiesa è a due navate, tra la navata centrale e il campanile sorge l'oratorio del Santissimo Nome di Dio.